# قیام تامبوف
قیام تامبوف (انگلیسی: Tambov Rebellion) (که در ادبیات روسیه به عنوان «آنتوسوفشینا» نامیده می‌شود) که بین سال های ۱۹۲۰ تا ۱۹۲۱ رخ داد، یکی از بزرگترین شورش‌های دهقانی بود که در جنگ داخلی روسیه رژیم بلشویکی را به چالش کشید. قیام در سرزمینهای مدیترانه استان تامبوف و بخشی از استان ورونژ، کمتر از ۳۰۰ مایلی جنوب شرقی مسکو صورت گرفت.